# Caridina mayamareenae
Caridina mayamareenae — прісноводна креветка з родини атидових (Atyidae). Описана 2021 року.

## Поширення
Вузькоареальний ендемік. Поширений лише в озері Посо на острові Сулавесі в Індонезії. Типові зразки були знайдені в п'яти місцевостях в межах озера, трьох у північній частині та двох на східному та західному узбережжі в південній частині озера.

## Екологія
Caridina mayamareenae ховається всередині порожніх черепашок слимаків Celetaia persculpta та Tylomelania. У середньому було знайдено 1,4 креветки на одну мушлю, але в одній оболонці було виявлено чотири екземпляри. Креветка трапляється на глибині понад 7 м.